# Malacocoris
Genre
Malacocoris est un genre d'insectes du sous-ordre des hétéroptères (punaises).
Le genre Malacocoris comprend des insectes hétéroptères prédateurs de la famille des Miridae, dont les larves et les adultes ont pour proies principalement les acariens, les psylles, les pucerons et les thrips sur les arbres fruitiers, la vigne et les cultures légumières.

## Liste des espèces
Selon Catalogue of Life (4 octobre 2019) :
- Malacocoris chlorizans (Panzer, 1794)
- Malacocoris elongatus Carvalho, 1982
- Malacocoris indicus Carvalho, 1982